# Ju Tong-il
Ju Tong-il, Nordkoreas förre energiminister.
Ju Tong-il avskedades i slutet av 2006 för ett opassande skämt om Nordkoreas lamslagna energiförsöjning.